# Họ Cá sấu mõm ngắn
Họ Cá sấu mõm ngắn (Alligatoridae) là một họ bò sát thuộc Bộ Cá sấu (Crocodilia) bao gồm cá sấu mõm ngắn (alligator) và cá sấu Caiman (caiman).

## Cá sấu mõm ngắn
Chi cá sấu này gồm những loài xuất hiện trên các bãi bồi vào thời Creta ở châu Âu, nơi đây chúng tồn tại cho đến thời Pliocene. Các loài cá sấu thực sự ngày nay có 2 đại diện A. mississippiensis ở Đông Nam Hoa Kỳ, loài này dài đến 4.24 m và nặng 454.5 kg và loài nhỏ hơn Alligator sinensis thuộc sông Dương Tử, Trung Quốc, loài này dài trung bình 1,5 m. Tên của chúng trong tiếng Tây Ban Nha là el lagarto nghĩa là "thằn lằn".

## Cá sấu caiman
Ở Trung và Nam Mỹ, họ Cá sấu mõm ngắn có 6 đại diện trong phân họ Caimaninae, chi Caiman. Các loài này khác với cá sấu thực sự bởi thiếu một vách ngăn giữa các xương mũi, và giáp bụng ửqec m yauopou wsgkl. 544
được cấu tạo bởi các xương vảy chồng chéo, mỗi xương này được tạo thành hai cặp được liên kết nhau bằng một khâu. Một số tác giả lại chia chi này thành 3 chi, gồm chi Caiman, Paleosuchus và Caiman đen thành Melanosuchus. Caiman có xu hướng nhanh nhẹn hơn các loài cá sấu khác trong môi trường của chúng, và có răng dài hơn, sắc bén hơn cá sấu thực sự.
C. crocodilus có phạm vi phân bố rộng nhất từ từ miền nam Mexico đến nửa bắc Argentina, và kích thước lên đến 2,2 mét. Loài lớn nhất gần như tuyệt chủng là Melanosuchus niger, hay Caiman đen của sông Amazon. Caiman đen dài đến 5 m, kỷ lục lớn nhất dài 5,79 m. Caiman đen và cá sấu Mỹ là các thành viên duy nhất trong họ Cá sấu mõm ngắn có khả năng thể hiện những mối đe dọa đối với con người.
Mặc dù cá sấu caiman không được nghiên cứu sâu, các nhà khoa học đã học được rằng chu kỳ giao phối của chúng liên quan đến các chu kỳ mưa và mực nước sông, điều này tạo cơ hội sống sót cho con cái của chúng.

## Sự khác biệt với cá sấu thực sự
Sự khác nhau cơ bản giữa các loài cá sấu mõ ngắn (họ Alligatoridae) với các loài cá sấu thực sự (họ Crocodylidae) chủ yếu là việc chúng có đầu rộng hơn và ngắn hơn, mõm cũng ngắn hơn và mập hơn. Cá sấu mõm ngắn thích nghi tốt với môi trường nước ngọt trong khi cá sấu thực sự có thể sống được trong môi trường nước lợ. Nói chung, cá sấu thực sự có xu hướng nguy hiểm hơn đối với con người hơn là những con cá sấu mõm ngắn. Một đặc điểm kỳ lạ mới được phát hiện của cả hai nhóm cá sấu caiman và cá sấu mõm ngắn Mỹ là ngoài thực đơn bình thường gồm cá và thịt, chế độ ăn uống của chúng cũng gồm cả lá và trái cây.

## Phân loại học
- Liên họ Alligatoroidea
  - Họ Alligatoridae
    - Phân họ Alligatorinae
      - Chi Alligator

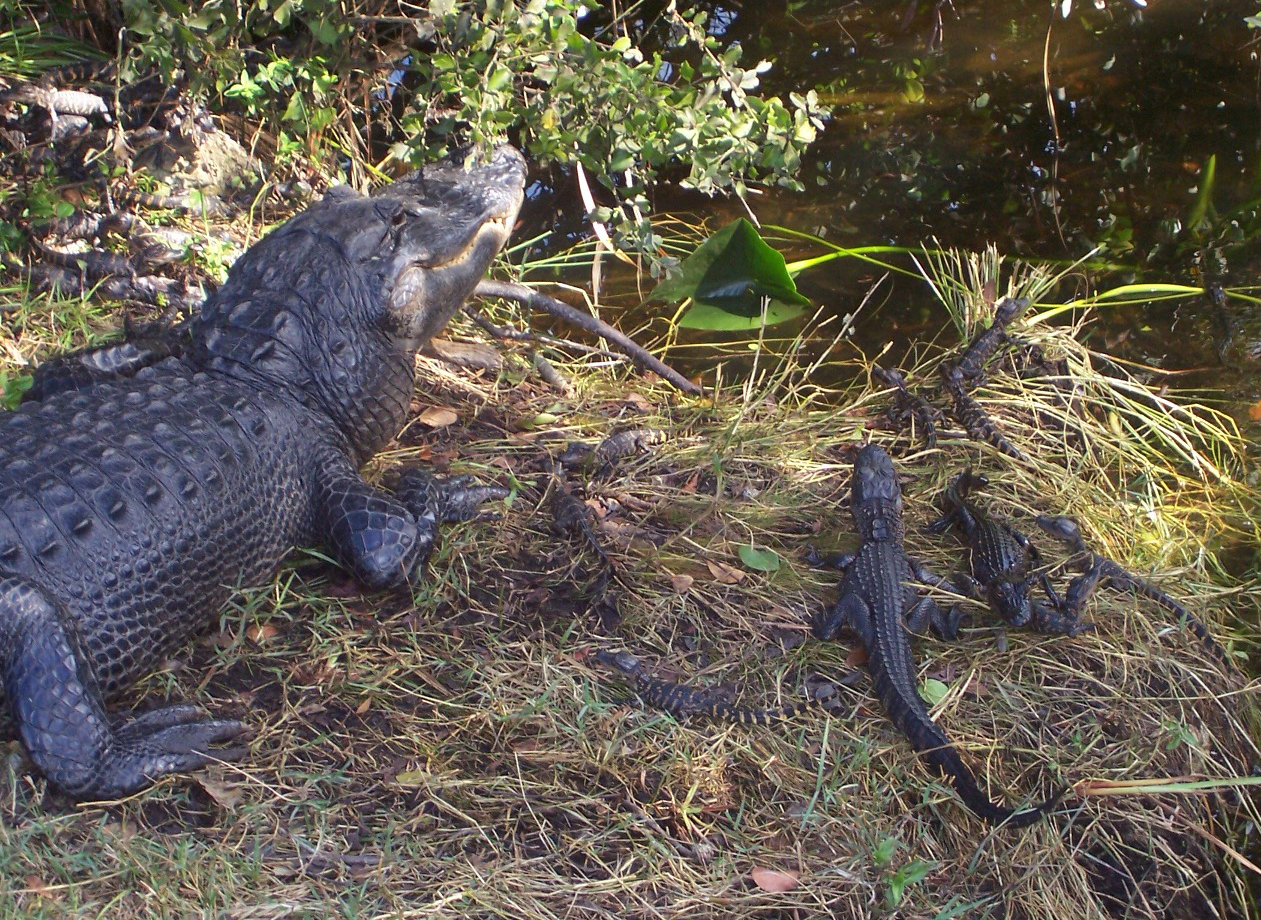
Tổ cá sấu tại Vườn quốc gia Everglades, Florida, Hoa Kỳ

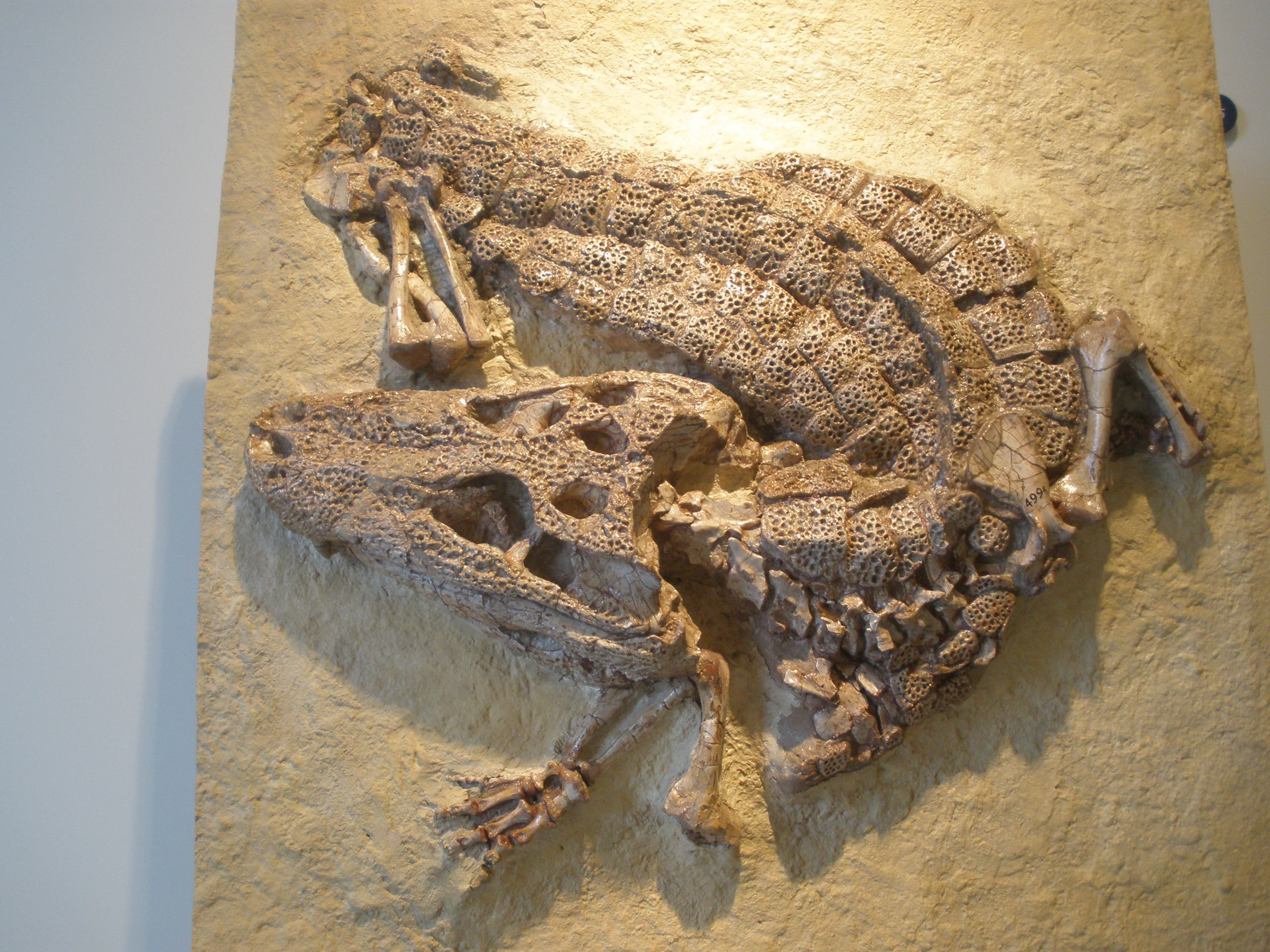
Hóa thạch Alligator prenasalis

        - Alligator mississippiensis: Cá sấu mõm ngắn Mỹ
        - Alligator sinensis: Cá sấu Dương Tử
        - Alligator mcgrewi (tuyệt chủng)
        - Alligator mefferdi (tuyệt chủng)
        - Alligator olseni (tuyệt chủng)
        - Alligator prenasalis (tuyệt chủng)

      - Chi Albertochampsa (tuyệt chủng)
      - Chi Allognathosuchus (tuyệt chủng)
      - Chi Arambourgia (tuyệt chủng)
      - Chi Ceratosuchus (tuyệt chủng)
      - Chi Chrysochampsa (tuyệt chủng)
      - Chi Eoalligator (tuyệt chủng)
      - Chi Hassiacosuchus (tuyệt chủng)
      - Chi Hispanochampsa (tuyệt chủng)
      - Chi Krabisuchus (tuyệt chủng)
      - Chi Navajosuchus (tuyệt chủng)
      - Chi Procaimanoidea (tuyệt chủng)
      - Chi Wannaganosuchus (tuyệt chủng)

    - Phân họ Caimaninae
      - Chi Caiman
        - Caiman crocodilus: Cá sấu caiman đeo kính
          - C. c. apaporiensis
          - C. c. fuscus

        - Caiman latirostris: Cá sấu caiman mõm rộng
        - Caiman yacare: Cá sấu caiman Yacare
        - Caiman lutescans (tuyệt chủng)
        - Caiman sorontans (tuyệt chủng)

      - Chi Melanosuchus
        - Melanosuchus niger: Cá sấu caiman đen
        - Melanosuchus fisheri (tuyệt chủng)

      - Chi Paleosuchus
        - Paleosuchus palpebrosus: Cá sấu caiman lùn Cuvier hay Cá sấu caiman lùn xạ hương
        - Paleosuchus trigonatus: Cá sấu caiman lùn trán phẳng

      - Chi Eocaiman (tuyệt chủng)
      - Chi Mourasuchus (tuyệt chủng)
      - Chi Necrosuchus (tuyệt chủng)
      - Chi Orthogenysuchus (tuyệt chủng)
      - Chi Purussaurus (tuyệt chủng)